# Renato Righetto
Renato Righetto (Campinas, 30 de janeiro de 1921 — Campinas, 18 de novembro de 2001) foi um árbitro de basquete brasileiro. Era filho do italiano José Righetto. 
Era arquiteto por profissão. Arbitrou mais de 800 jogos internacionais de basquete de 1960 a 1977. Atuou nos Jogos Olímpicos de 1960, 1964, 1968 e 1972; Campeonato Mundial de Basquete Feminino de 1971; e nos Jogos Pan-americanos de 1967 e 1971.
Foi incluído no Hall da Fama da FIBA em 2007.
Em 1972, nas Olimpíadas de Munique, Renato Righetto foi escalado para apitar a final do torneio masculino de basquete, entre Estados Unidos e União Soviética, em plena Guerra Fria. O jogo acabou em confusão; restando três segundos para o término da partida, os norte-americanos venciam por 50 a 49 e recuperaram a posse de bola. O técnico soviético reclamou que o árbitro brasileiro não havia atendido a um pedido de tempo anterior àquele lance. Presente ao ginásio, o secretário-geral da Federação Internacional de Basquete, o inglês William Jones, interveio, aceitando o protesto. Com isso, os soviéticos fizeram a cesta e ficaram com a medalha de ouro. Aquela foi a primeira derrota do basquete norte-americano em jogos olímpicos. Righetto, porém, discordou e recusou-se a assinar a súmula e os norte-americanos se recusaram a receber as medalhas de prata, que continuam guardadas com o COI. No ano seguinte foi convidado para apitar uma série de amistosos entre as mesmas seleções, mas nessa ocasião tudo correu bem. 
Após apitar em quatro Olimpíadas, Righetto abandonou as quadras e passou a dedicar-se à arquitetura, em Campinas, onde faleceu aos 80 anos, devido à doença de Alzheimer.